# Ортотрихум скандинавский
Ортотрихум скандинавский (лат. Orthotrichum scanicum) — вид листостебельных мхов из рода Ортотрихум семейства Ортотриховые (Orthotrichaceae). Вид был описан шведским натуралистом Гренваллем в 1885 году.

## Описание
Образует дерновинки от желтовато-зеленого до темно-оливкового цвета высотой до 2 см. Корневища обычно гладкие красновато-коричневые. Стебли ветвистые. Близкие виды Orthotrichum scanicum и Orthotrichum tenellum отличаются только деталями строения перистома и наружного слоя клеток стенки коробочки.

## Среда обитания
Естественная среда обитания — леса умеренной зоны. Он встречается в Австрии, Чехии, Дании, Франции, Германии, Греции, Венгрии, Италии, Норвегии, Польше, России, Сербии, Черногории, Швеции и Швейцарии. Обнаружен также в Северной Африке, Балканском полуострове, Грузии и Казахстане и Сибири (Иркутская область). Данный вид мхов находится под угрозой разрушение среды обитания.